# Hibbertia haplostemona
Hibbertia haplostemona är en tvåhjärtbladig växtart som beskrevs av J.W.Horn. Hibbertia haplostemona ingår i släktet Hibbertia och familjen Dilleniaceae. Inga underarter finns listade i Catalogue of Life.